# Beto Acosta
Alberto Federico „Beto“ Acosta (* 23. August 1966 in Arocena) ist ein ehemaliger argentinischer Fußballspieler und -trainer.

## Karriere
Acosta begann mit dem Fußballspielen beim Verein FC Arocena in seinem Heimatort. 1982 wechselte er zu Unión de Santa Fe. Sein Debüt in der Profimannschaft gab er am 13. Juli 1986 gegen die Argentinos Juniors (0:0). Sein erstes Tor in der Primera División erzielte der Stürmer am 24. August desselben Jahres bei einer 1:2-Niederlage gegen CA Independiente. Nachdem er von 1988 bis 1990 bei CA San Lorenzo de Almagro gespielt hatte, wechselte er zur Saison 1990/91 nach Frankreich zum FC Toulouse. In seiner ersten Saison in der Première Division war er mit sechs Toren gemeinsam mit seinem Landsmann Alberto Márcico interner Top-Torschütze des Vereins. Trotz eines 17. Platzes in der Abschlusstabelle blieb man in der Liga, da drei Mannschaften zwangsabsteigen mussten. 1991/92 verlor Acosta seinen Stammplatz und ging noch während der laufenden Spielzeit zurück nach Argentinien zu San Lorenzo de Almagro. 1993 verpflichteten ihn die Boca Juniors.
Nach zwei Spielzeiten dort wechselte er nach Chile zum in Santiago de Chile beheimateten Klub CD Universidad Católica. Dort war er im ersten Jahr (1994) mit 33 Toren in nur 25 Spielen erfolgreich, womit er Torschützenkönig wurde. Er konnte außerdem mit seinen Mannschaftskameraden den Gewinn des Copa Interamericana feiern. Acosta wurde zu Chiles Fußballer des Jahres 1994 gewählt. 1995 war er Torschützenkönig des Copa Chile (zehn Tore), den er mit seinem Verein gewann. Außerdem wurde Universidad Católica in beiden Jahren Vizemeister in der chilenischen Primera División. 1996 wechselte Acosta zum japanischen Verein Yokohama F. Marinos, wo traditionell viele Argentinier spielen. 1997 folgte die Rückkehr zu CD Universidad Católica. Prompt wurde er mit seinem Klub Chilenischer Meister. Nachdem CD Universidad Católica und CSD Colo-Colo in der Abschlusstabelle punktgleich waren, war Universidad Católica in den Entscheidungsspielen erfolgreich (0:1 und 3:0). Alberto Acosta erzielte im Rückspiel das 1:0. 1998 unterschrieb er zum dritten Mal bei CA San Lorenzo de Almagro.
Im Dezember 1998 ging er nach Portugal zu Sporting Lissabon. Im ersten Jahr gab es Unstimmigkeiten innerhalb des Teams und Acostas Torausbeute belief sich auf nur drei Tore in 13 Spielen. Zu dieser Zeit litt Acosta auch an Rückenproblemen. Sein Trainer Giuseppe Materazzi forderte in einem Brief an die Vereinsführung sogar die Entlassung Acostas, weil er „ein störendes Element in der Gruppe“ sei und die Mannschaft spalte. Die Vereinsführung kam dieser Bitte jedoch nicht nach, sondern entließ später Materazzi selbst. Danach lief es für Acosta und Sporting besser. Der Verein wurde 1999/2000 Meister, Acosta steuerte dazu 22 Tore bei, was den zweiten Platz in der Torjägerliste bedeutete. 2000/01 spielte er zum ersten Mal in der Champions League. Sporting schied allerdings schon in der Vorrunde aus und Acosta gelang in sechs Spielen kein Tor. In der Liga erzielte Acosta noch einmal 14 Tore und kehrte danach zurück in sein Heimatland, wo er sich ein viertes Mal San Lorenzo de Almagro anschloss. 2004, mit 37 Jahren, beschloss er, seine Karriere zu beenden.
2006 begann er bei den Boca Juniors seine Trainertätigkeit. Danach coachte er den rumänischen Verein Dunărea Galați (2006 bis 2007). 2008 gab er sein Comeback als Spieler beim Club Atlético Fénix, der in der Primeira C, der vierthöchsten Fußball-Liga Argentiniens, antritt. Ebenso war er Trainer des Teams. 2011 wurde bekannt, dass Acosta an Schilddrüsenkrebs erkrankt ist.

### Statistik
| Liga                           | Spiele (Tore) |
| ------------------------------ | ------------- |
| Primera División (Argentinien) | 318 (128)     |
| Primeira Liga (Portugal)       | 078 0(39)     |
| Ligue 1 (Frankreich)           | 038 00(6)     |
| Wettbewerb                     |               |
| Copa Libertadores              | 043 0(25)     |
| UEFA Champions League          | 006 00(0)     |

### Erfolge

#### Verein
| Jahr   | Erfolg                  | Verein                  |
| ------ | ----------------------- | ----------------------- |
| 1995   | Copa Chile              | CD Universidad Católica |
| 1997-A | Chilenischer Meister    | CD Universidad Católica |
| 2000   | Portugiesischer Meister | Sporting Lissabon       |

#### Persönlich
| Jahr | Erfolg                          |
| ---- | ------------------------------- |
| 1994 | Chiles Fußballer des Jahres     |
| 1995 | Torschützenkönig des Copa Chile |